# Limie tříbarvá
Limie tříbarvá, česká synonyma: Halančík jamajský, Halančík tříbarevný, Živorodka tříbarvá (latinsky: Limia melanogaster, slovensky: Molinézia trojfarebná, anglicky: Blackbelly limia). Rybu poprvé popsal v roce 1866 německo-britský zoolog Albert Günther.

## Popis
Samci mají žlutou ocasní ploutev a hřbet, černou spodní část kořene ocasu někdy s modrým nádechem, ostatní části těla jsou světlé. Samice jsou barevně nevýrazné. V březosti mají výraznou temnou skvrnu před řitní ploutvi. Samci dorůstají 4 cm, samice 5 cm. Pohlaví jedinců lze určit až po dosažení pohlavní dospělosti. Samci mají pohlavní orgán gonopodium, samice klasickou řitní ploutev.

## Biotop
Ryba obývá sladké vody Střední Ameriky, zejména na Jamajce a Haiti.

## Chov v akváriu
- Chov ryby: Jedná se o nenáročnou a přizpůsobivou rybu. Doporučuje se její chov v menším hejnu s převahou samic (1 samec na 3 samice. Vhodné je chovat ji v jednodruhové nádrži, protože se kříží s jinými živorodkami. Vyhovuje ji v hustě osázená nádrž s jemnolistými rostlinami a prouděním vody. Je vhodná pro začátečníky, nenáročná na chemismus vody, teplotu, potravu. Snadno se množí. Ve „staré vodě" se nemnoží.[4]
- Teplota vody: 22–29°C[4]
- Kyselost vody: od 7,5–8,5pH[4]
- Tvrdost vody: 15–30°dGH[4]
- Krmení: Jedná se o všežravou rybu, dává přednost živému krmivu (larvy komárů a pakomárů, hrotnatky). přijímá tedy umělé vločkové krmivo, mražené krmivo, sušené řasy.[4]
- Rozmnožování: Samice rodí až 20–50 mláďat, která ihned přijímají běžnou potravu. Rodiče mladé nepožírají. Samci dospívají mezi 3–9 měsícem a samice mezi 5–8 měsícem života.[4]